# Одоевский, Иван Семёнович Сухорук
Ива́н Семёнович Одо́евский по прозвищу Сухорук (ум. после 1527) — князь, воевода, сын Семёна Юрьевича, брат Василия и Петра. Один из рода удельных князей Одоевских, происходящих от князей Новосильских, Рюрикович.

## Служба у Ивана III
Первоначально служил Великому князю Литовскому. Позднее вместе с братьями перешел на службу к Великому князю Московскому Ивану III. Начало деятельности князя Василия относится к периоду перехода Верховских княжеств из под литовской власти под власть Москвы. Переходы сопровождались частыми взаимными нападениями и грабежами противной стороны. Дипломатические переговоры Москвы с Литвой полны взаимных претензий о подобных нападениях. В 1485 году посол Литвы жаловался Ивану III на братьев Василия и Ивана Одоевских, за их нападения на князей Мезецких, которые тогда служили Литве. Однако Иван III отвечал, что князья Мезецкие сами нападали на Одоевских и те только защищались. В 1492 году при поддержке своего брата Василия боролся за старшинство в Одоевском княжестве против своих двоюродных братьев Фёдора и поддерживающего его Михаила Ивановичей, которые склонялись в сторону Литвы. В отсутствие князя Фёдора он напал на его удел захватил казну и пленил мать (свою родную тётку), принудил некоторые волости к присяге. Жалобы на действия Ивана и Василия Семёновичей против Фёдора и Михаила Ивановичей были изложены Ивану III, литовским послом, но остались без явного ответа. Иван предложил братьям разобраться по-родственному, а если не получится создать смешанную русско-литовскую комиссию. Подробности разрешения этого дела неизвестна но, видимо дело обошлось без наказания, так как русско-литовскому договору 1494 года по договору всё Одоевское княжество перешло под власть Ивана III, которому служили Семёновичи, а род Ивановичей пресёкся из-за отсутствия наследников. В 1495 году князь Иван был воеводой в Мценске. В 1497 году первый воевода передового полка во Владимире. В 1499 вместе с Перемышльскими князьями и некоторыми другими воеводами отразил нападение татар, вышедших к Козельску. В декабре 1501 года первый воевода передового полка во время похода князя Семёна Ивановича Стародубского на Литву и Лифляндию.

## Служба у Василия III
В 1507 году участвовал в походе на Литву из Северской земли вторым воеводой большого полка. В 1508 году послан навстречу князьям Глинским, которые явились из Литвы в Москву. Воевода передового полка в походе против крымцев (1527).
Сыновья князя Ивана Семёновича: Фёдор Большой, Михаил, Фёдор Меньшой и Роман продолжили дело отца. В летописях упоминаются с 1512 года.